# Estrecho de Chongar
El Estrecho de Chongar o Estrecho de Chonhar (en tártaro de Crimea: Çonğar boğazı, en ucraniano: Чонгарська протока, en ruso: Чонгарский пролив) es un estrecho situado en el Mar de Syvach que separa la península de Crimea de la Ucrania continental. Administravivamente la parte norte pertenece al Óblast de Jersón en Ucrania, y la sur a la llamada República Autónoma de Crimea ucraniana o República de Crimea, anexionada por Rusia. Además el estrecho separa el Mar de Syvach en dos partes: oriental y occidental. 
Por el estrecho hay un puente por el que pasa una de las dos carreteras que conectan la Crimea con el resto de Ucrania.